# Campeonato Paulista de Voleibol Feminino de 2020
O Campeonato Paulista de Voleibol Feminino de 2020 é a quadragésima oitava edição desta competição organizada pela Federação Paulista de Volleyball.

## Participantes e regulamento
Esta edição foi disputada por seis clubes: Osasco Audax, Pinheiros, São Caetano, São Paulo/Barueri, Sesi/Vôlei Bauru e Vôlei Valinhos. Na primeira fase, os seis participantes se enfrentam em turno único, totalizando quinze partidas. As quatro equipes com melhor campanha disputarão as semifinais, com cruzamento olímpico (primeiro contra quarto e segundo contra terceiro). A partir das semifinais, os confrontos serão decididos em dois jogos. Em caso de igualdade, a definição ocorrerá no golden set —  um set extra jogado após o segundo jogo.
Por causa da pandemia de Covid-19, organização e participantes adotaram protocolos de segurança, incluindo a ausência de público nos jogos. O Grupo Globo contém os direitos de transmissão do campeonato, exibido através do canal SporTV 2. Este deve televisionar três jogos da primeira fase e todos os jogos da fase final. Apesar disso, o serviço streaming TVNSports também transmite partidas.

## Resumo
O campeonato iniciou em 23 de setembro, data na qual se realizou a primeira rodada. Sesi/Vôlei Bauru e Pinheiros protagonizaram a estreia do campeonato. A partida foi disputada na cidade de Bauru, onde a equipe anfitriã venceu por 3 sets a 1. Com o resultado, o Bauru assumiu momentaneamente a liderança; contudo, foi ultrapassado por Osasco Audax e São Paulo/Barueri, que venceram seus confrontos sem perder nenhum set.

## Resultados

### Primeira fase
- Todas as partidas seguem o horário local.

|     |                   |     | Jogos | Jogos | Jogos | Resultados | Resultados | Resultados | Resultados | Resultados | Resultados | Sets | Sets | Sets  | Pontos | Pontos | Pontos |
| Pos | Equipe            | Pts | T     | V     | D     | 3–0        | 3–1        | 3–2        | 2–3        | 1–3        | 0–3        | V    | P    | R     | V      | P      | R      |
| --- | ----------------- | --- | ----- | ----- | ----- | ---------- | ---------- | ---------- | ---------- | ---------- | ---------- | ---- | ---- | ----- | ------ | ------ | ------ |
| 1   | São Paulo/Barueri | 9   | 3     | 3     | 0     | 3          | 0          | 0          | 0          | 0          | 0          | 9    | 0    | MAX   | 225    | 139    | 1.619  |
| 2   | Sesi/Vôlei Bauru  | 9   | 3     | 3     | 0     | 2          | 1          | 0          | 0          | 0          | 0          | 9    | 1    | 9,000 | 249    | 214    | 1.164  |
| 3   | Osasco Audax      | 5   | 3     | 2     | 1     | 1          | 0          | 1          | 0          | 0          | 1          | 6    | 5    | 1.200 | 245    | 211    | 1.161  |
| 4   | Vôlei Valinhos    | 2   | 3     | 1     | 2     | 0          | 0          | 1          | 0          | 0          | 2          | 3    | 8    | 0.375 | 225    | 254    | 0.886  |
| 5   | Pinheiros         | 1   | 3     | 0     | 3     | 0          | 0          | 0          | 1          | 1          | 1          | 3    | 9    | 0.333 | 243    | 279    | 0.871  |
| 6   | São Caetano       | 1   | 3     | 0     | 3     | 0          | 0          | 0          | 1          | 0          | 2          | 2    | 9    | 0.222 | 175    | 265    | 0.660  |

#### Primeira rodada
| Data   | Hora  |                   | Placar |                | Set 1 | Set 2 | Set 3 | Set 4 | Set 5 | Total | Relatório |
| ------ | ----- | ----------------- | ------ | -------------- | ----- | ----- | ----- | ----- | ----- | ----- | --------- |
| 23/set | 19:00 | Sesi/Vôlei Bauru  | 3–1    | Pinheiros      | 25–18 | 24–26 | 25–22 | 25–22 |       | 99–88 | Relatório |
| 23/set | 19:30 | São Paulo/Barueri | 3–0    | Vôlei Valinhos | 25–17 | 25–17 | 25–16 |       |       | 75–50 | Relatório |
| 23/set | 20:00 | Osasco Audax      | 3–0    | São Caetano    | 25–14 | 25–11 | 25–9  |       |       | 75–34 | Relatório |

#### Segunda rodada
| Data   | Hora  |                   | Placar |                | Set 1 | Set 2 | Set 3 | Set 4 | Set 5 | Total   | Relatório |
| ------ | ----- | ----------------- | ------ | -------------- | ----- | ----- | ----- | ----- | ----- | ------- | --------- |
| 26/set | 18:00 | Pinheiros         | 2–3    | Osasco Audax   | 16–25 | 23–25 | 25–21 | 25–19 | 13–15 | 102–105 | Relatório |
| 26/set | 18:00 | São Paulo/Barueri | 3–0    | São Caetano    | 25–14 | 25–11 | 25–12 |       |       | 75–37   | Relatório |
| 27/set | 19:00 | Sesi/Vôlei Bauru  | 3–0    | Vôlei Valinhos | 25–20 | 26–24 | 25–17 |       |       | 76–61   | Relatório |

#### Terceira rodada
| Data   | Hora  |                   | Placar |                  | Set 1 | Set 2 | Set 3 | Set 4 | Set 5 | Total   | Relatório |
| ------ | ----- | ----------------- | ------ | ---------------- | ----- | ----- | ----- | ----- | ----- | ------- | --------- |
| 29/set | 21:30 | Osasco Audax      | 0–3    | Sesi/Vôlei Bauru | 19–25 | 23–25 | 23–25 |       |       | 65–75   | Relatório |
| 30/set | 14:00 | São Caetano       | 2–3    | Vôlei Valinhos   | 21–25 | 28–26 | 25–23 | 16–25 | 14–16 | 104–115 | Relatório |
| 30/set | 19:30 | São Paulo/Barueri | 3–0    | Pinheiros        | 25–20 | 25–17 | 25–16 |       |       | 75–53   | Relatório |

#### Quarta rodada
| Data  | Hora  |                  | Placar |                   | Set 1 | Set 2 | Set 3 | Set 4 | Set 5 | Total | Relatório |
| ----- | ----- | ---------------- | ------ | ----------------- | ----- | ----- | ----- | ----- | ----- | ----- | --------- |
| 2/out | 19:00 | Sesi/Vôlei Bauru | 3–0    | São Paulo/Barueri | 25–18 | 25–18 | 25–23 |       |       | 75–59 | Relatório |
| 2/out | 20:00 | Osasco Audax     | 3–0    | Vôlei Valinhos    | 25–13 | 25–15 | 25–11 |       |       | 75–39 | Relatório |
| 3/out | 18:00 | Pinheiros        | 3–0    | São Caetano       | 25–19 | 25–19 | 25–14 |       |       | 75–52 | Relatório |

#### Quinta rodada
| Data  | Hora  |                   | Placar |                | Set 1 | Set 2 | Set 3 | Set 4 | Set 5 | Total | Relatório |
| ----- | ----- | ----------------- | ------ | -------------- | ----- | ----- | ----- | ----- | ----- | ----- | --------- |
| 4/out | 17:00 | Sesi/Vôlei Bauru  | 3–0    | São Caetano    | 25–14 | 32–30 | 25–13 |       |       | 82–57 | Relatório |
| 6/out | 19:00 | São Paulo/Barueri | 1–3    | Osasco Audax   | 20–25 | 19–25 | 25–21 | 13–25 |       | 77–96 | Relatório |
| 6/out | 20:00 | Pinheiros         | 3–0    | Vôlei Valinhos | 25–15 | 28–26 | 25–20 |       |       | 78–61 | Relatório |

### Fase final
|  | Semifinais | Semifinais        | Semifinais |              |                | Final            | Final | Final |  |
|  |            |                   |            |              |                |                  |       |       |  |
|  | 1º         | Sesi/Vôlei Bauru  | 2          |              |                |                  |       |       |  |
|  | 1º         | Sesi/Vôlei Bauru  | 2          |              |                |                  |       |       |  |
|  | 4º         | Pinheiros         | 0          |              |                |                  |       |       |  |
|  | 4º         | Pinheiros         | 0          |              | 1º             | Sesi/Vôlei Bauru | 1     |       |  |
|  |            |                   |            |              | 1º             | Sesi/Vôlei Bauru | 1     |       |  |
|  |            |                   | 2º         | Osasco Audax | 1 (Golden set) |                  |       |       |  |
|  | 2º         | Osasco Audax      | 2º         | Osasco Audax | 1 (Golden set) | 2                |       |       |  |
|  | 2º         | Osasco Audax      |            |              |                |                  |       |       |  |
|  | 3º         | São Paulo/Barueri | 0          |              |                |                  |       |       |  |

#### Semifinal
| Data   | Hora  |                   | Placar |                   | Set 1 | Set 2 | Set 3 | Set 4 | Set 5 | Total | Relatório |
| ------ | ----- | ----------------- | ------ | ----------------- | ----- | ----- | ----- | ----- | ----- | ----- | --------- |
| 09/out | 17:15 | Pinheiros         | 0–3    | Sesi/Vôlei Bauru  | 8–25  | 28–30 | 24–26 |       |       | 60–81 | Relatório |
| 10/out | 19:00 | São Paulo/Barueri | 0–3    | Osasco Audax      | 22–25 | 20–25 | 16–25 |       |       | 58–75 | Relatório |
| 12/out | 21:30 | Sesi/Vôlei Bauru  | 3–0    | Pinheiros         | 25–15 | 25–21 | 25–20 |       |       | 75–56 | Relatório |
| 13/out | 18:45 | Osasco Audax      | 3–0    | São Paulo/Barueri | 25–15 | 25–19 | 25–20 |       |       | 75–54 | Relatório |

#### Final
| Data   | Hora       |                  | Placar |                  | Set 1 | Set 2 | Set 3 | Set 4 | Set 5 | Total   | Relatório |
| ------ | ---------- | ---------------- | ------ | ---------------- | ----- | ----- | ----- | ----- | ----- | ------- | --------- |
| 17/out | 21:30      | Osasco Audax     | 3–2    | Sesi/Vôlei Bauru | 25–15 | 21–25 | 25–18 | 18-25 | 16-14 | 105–58  | Relatório |
| 20/out | 21:30      | Sesi/Vôlei Bauru | 3–2    | Osasco Audax     | 20–25 | 25–27 | 25–22 | 25–21 | 15–10 | 110–105 | Relatório |
| 20/out | Golden set | Sesi/Vôlei Bauru | 0–1    | Osasco Audax     | 22–25 | –     | –     |       |       | 22–25   | Relatório |

| Campeonato Paulista de Voleibol de 2020 |
| --------------------------------------- |
| Osasco Audax Campeão (15º título)       |